# Miass (Čeljabinska oblast, Rusija)
Miass (ruski: Миасс) je grad u Čeljabinskoj oblasti u Rusiji. Nalazi se na središnjem Uralu, na obalama istoimene rijeke.
Broj stanovnika: 179.000 (2003.). 

## Povijest
Miass je utemeljen 1773. kao tvornica uz bakreni rudnik. Postao je grad 1926. godine.

## Gospodarstvo
Miass je veliko središte strojogradnje i kovinoprerade. 
Središte je uralske regije po prihodima od zlata, kojega ima u gradskoj okolici. Najveći zlatni grumen, otkriven 1984. godine, težio je 36 kg. 
Najvažnija tvornica u gradu je UralAZ - proizvođač kamiona.
U gradu Miassu se nalazi i državni zavod za izradu balističkih raketa.

## Promet
Kroz Miass prolazi ruska autocesta M5, jedan od najvažnijih na osovini istok-zapad, koja od Moskve, preko Samare, Ufe i Čeljabinska vodi izravno u sibirske metropole Omsk i Novosibirsk. I glavna željeznička pruga od Moskve preko Samare u pravcu Sibira prolazi kroz Miass.

## Poznati Miašani
Rodno je mjesto ruskog skladatelja Viktora Suslina.
Uz Miass se veziva i ime Viktora Petroviča Makejeva, akademika i izrađivača raketa.

## Vanjske poveznice
- http://www.miass.ru/